# Hermann de Hesse
Hermann de Hesse, dit le Pacifique (né en 1450 et mort le 19 octobre 1508) fut archevêque de Cologne sous le nom d'Hermann IV de 1480 à 1508 et également prince-évêque de Paderborn sous le nom de Hermann Ier de 1498 à 1508.

## Biographie
Hermann était le troisième fils du Landgrave Louis II de Hesse et de sa femme Anne de Saxe (en), une fille du prince Frédéric Ier de Saxe. En tant que fils cadet, qui n'entre pas directement en compte pour la succession, il est rapidement orienté vers les ordres.
En 1461, il est élu au chapitre de la cathédrale de Cologne. En 1462, il commence ses études à l'université de Cologne. Il est également inscrit à l'université de Prague. En 1463, il devient également membre du chapitre de la cathédrale de Mayence. En 1465, il obtient également un poste à la cathédrale de Worms.
En 1471, Hermann se présente à l'élection pour l'évêché de Hildesheim, mais se retire une année plus tard. En 1473, il est nommé administrateur par le chapitre de la cathédrale de Cologne. Dans ses fonctions d'administrateur de l'archevêché de Cologne, il organise personnellement en 1474 la défense de Neuss, qui est assiégée pendant presque une année par le duc de Bourgogne Charles le Téméraire. L'Empereur Frédéric III le nomme gouverneur en novembre 1475.
Après que l'archevêque de Cologne Robert du Palatinat a été fait prisonnier avec l'aide de la Hesse et de la ville de Cologne en 1478, il renonce au poste d'archevêque. Hermann n'est toutefois élu nouvel évêque de Cologne qu'après la mort de Robert, le 11 août 1480. La confirmation papale de l'élection suit en novembre 1480.
En 1495, il est nommé coadjuteur de l'évêque de Paderborn. Le 7 mars 1498, il est nommé administrateur et prince-évêque de Paderborn et s'impose ainsi face au prieur de la cathédrale, Philippe de Strasbourg. Il a obtenu pour ce faire le soutien de l'Empereur Maximilien Ier et du pape Alexandre VI.
Après les nombreuses années turbulentes de son affirmation, Hermann se tourne alors vers le rétablissement administratif et financier de ses diocèses. La stabilité et le calme relatifs de ses vingt-huit années de gouvernement lui ont valu son surnom de Pacifique.
Après sa mort le 19 octobre 1508, il est enterré dans la cathédrale de Cologne.

## Sources
- (de) Cet article est partiellement ou en totalité issu de l’article de Wikipédia en allemand intitulé « Hermann von Hessen (1450–1508) » (voir la liste des auteurs).